# Andrea
Andrea er et fornavn. Det var oprindelig kun et drengenavn (Andreas, græsk "den mandige") som et af de få kristne navne Som ikke eksisterer i både maskulin og feminin form. Årsagen ligger i etymologien "den mandige". Andreas hedder på italiensk, rumænsk og albansk Andrea og på græsk kun Andreas i nominativ. Af uvisse årsager blev navnet Andreas i visse lande til pigenavnet Andrea, som også betyder "den mandige". Således eksisterer navnet Andrea ikke som pigenavn på græsk.
| Fornavne | Spire Denne artikel om et fornavn er en spire som bør udbygges. Du er velkommen til at hjælpe Wikipedia ved at udvide den. |